# Dinklage
Dinklage település Németországban, azon belül Alsó-Szászország tartományban. Lakosainak száma 13 468 fő (2023. december 31.). Dinklage Bakum, Holdorf, Essen, Uptloh, Gut Lage és Quakenbrück községekkel határos.

## Fekvése
Vechtától délnyugatra fekvő település.

## Története
Első várát 980-ban már említették Ferdinánd Burg néven. Dinklage nevét 1231-ben említik először: Thinclage, később Dynclage, 1270 Dinklage formában. 1231-ben a vár a Johan von Dinklage család birtokába került. A vár egy ostromakor elpusztult, a várat 1400 körül (Ferdinand Castle) váltotta fel.
A reformációdején Johann von Dinklage támogatta 1543-ban a reformációt és Luther Mártont. Ennek eredményeként Dinklage is protestáns lett.
A harmincéves háború idején a környék lakossága elmenekült vagy elpusztult.

## Itt születtek, itt éltek
- Bernhard Romberg (1767-1841), német csellista, zeneszerző
- Bernard Neteler (1821-1912), teológus
- Richard Dietrich Schlepegrell, zeneszerző (Dinklage, 1826 augusztus 18, † New York, 1906. július 15)
- Josef Wilhelm Schulte (1854-1937), mezőgazdasági termelő és az Oldenburgi Nagyhercegség parlamenti tagja, (1896-1904)
- Clemens August von Galen Graf (1878-1946), 1933-1946-ig Münster püspöke és 1946-tól bíboros
- Hubert Blömer (* 1939. november 15.; †  2011. március 10. Athens (Ohio)), geográfus, egyetemi tanár az Ohioi Egyetemen.

### Személyiségek, akik aktívan részt vettek a város életében
- Christoph Bernhard von Galen (1606-1676)  Münster püspöke (1650-1676)
- Ferdinand von Heribert Galen (1831-1906), országgyűlési képviselő (1872-1875), valamint egy országgyűlési képviselő (1874-1903)
- Josef Huerkamp (* 1914 Suhle; † 1991 Dinklage), helytörténész és író

## Galéria

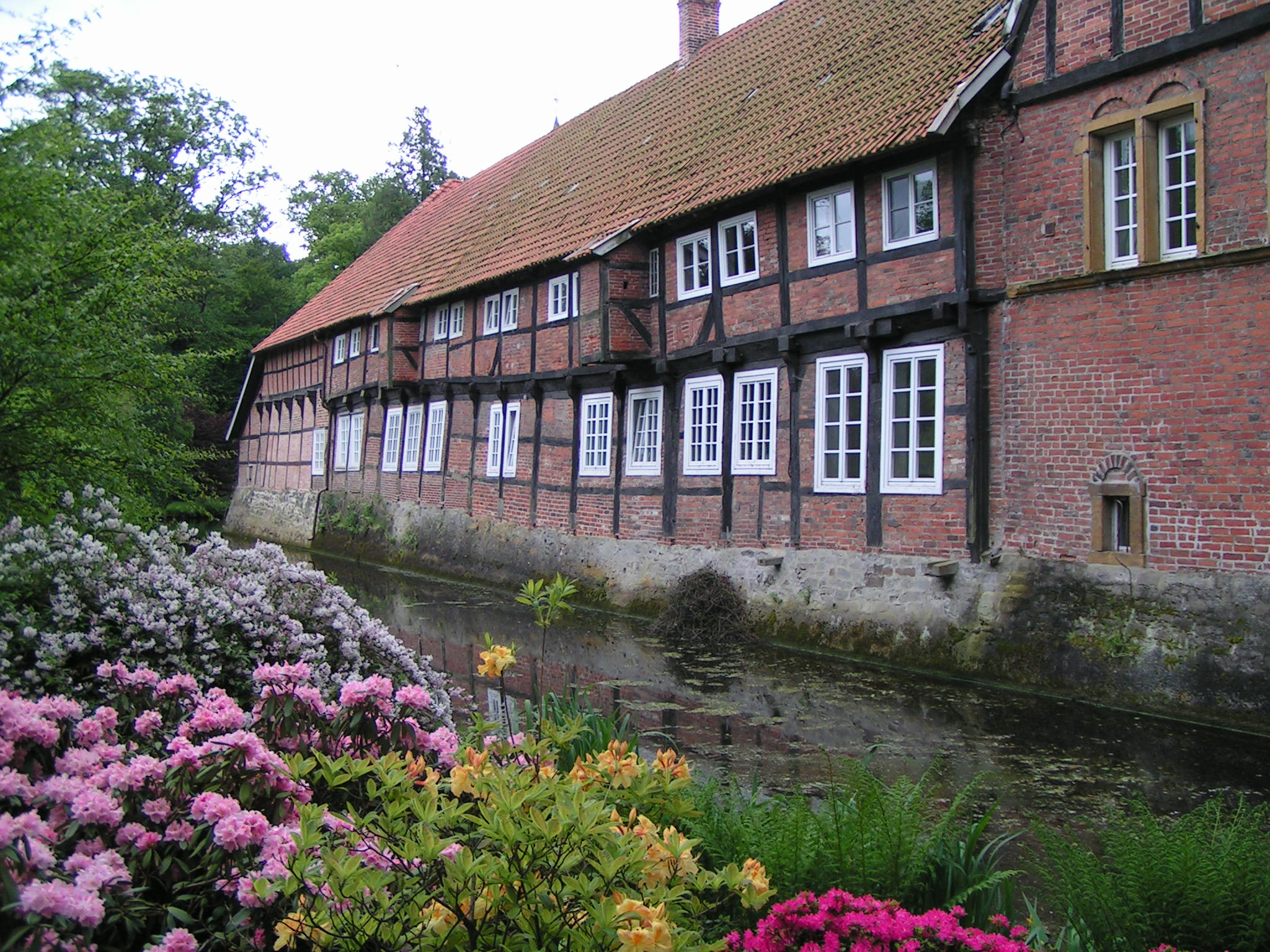
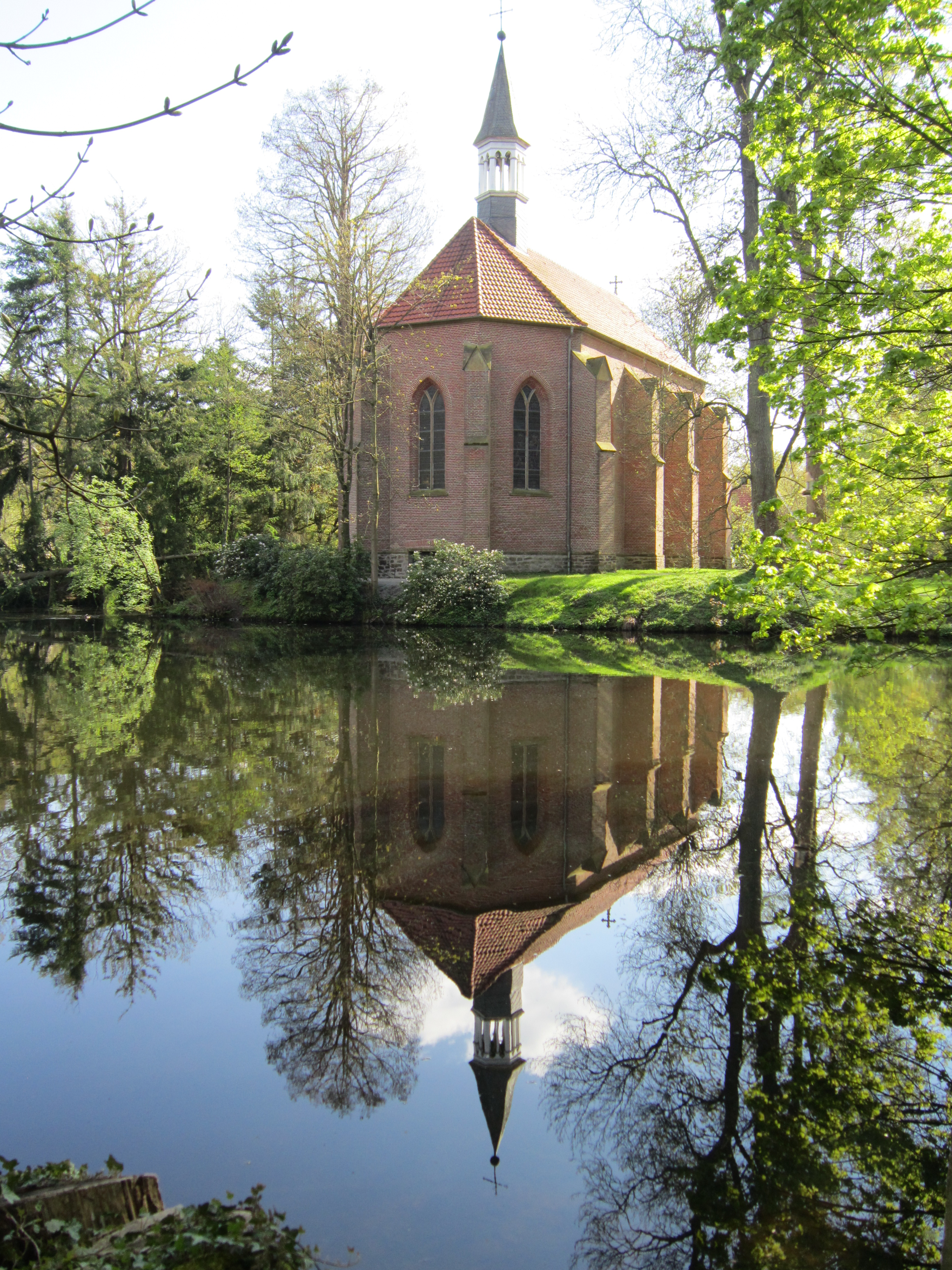
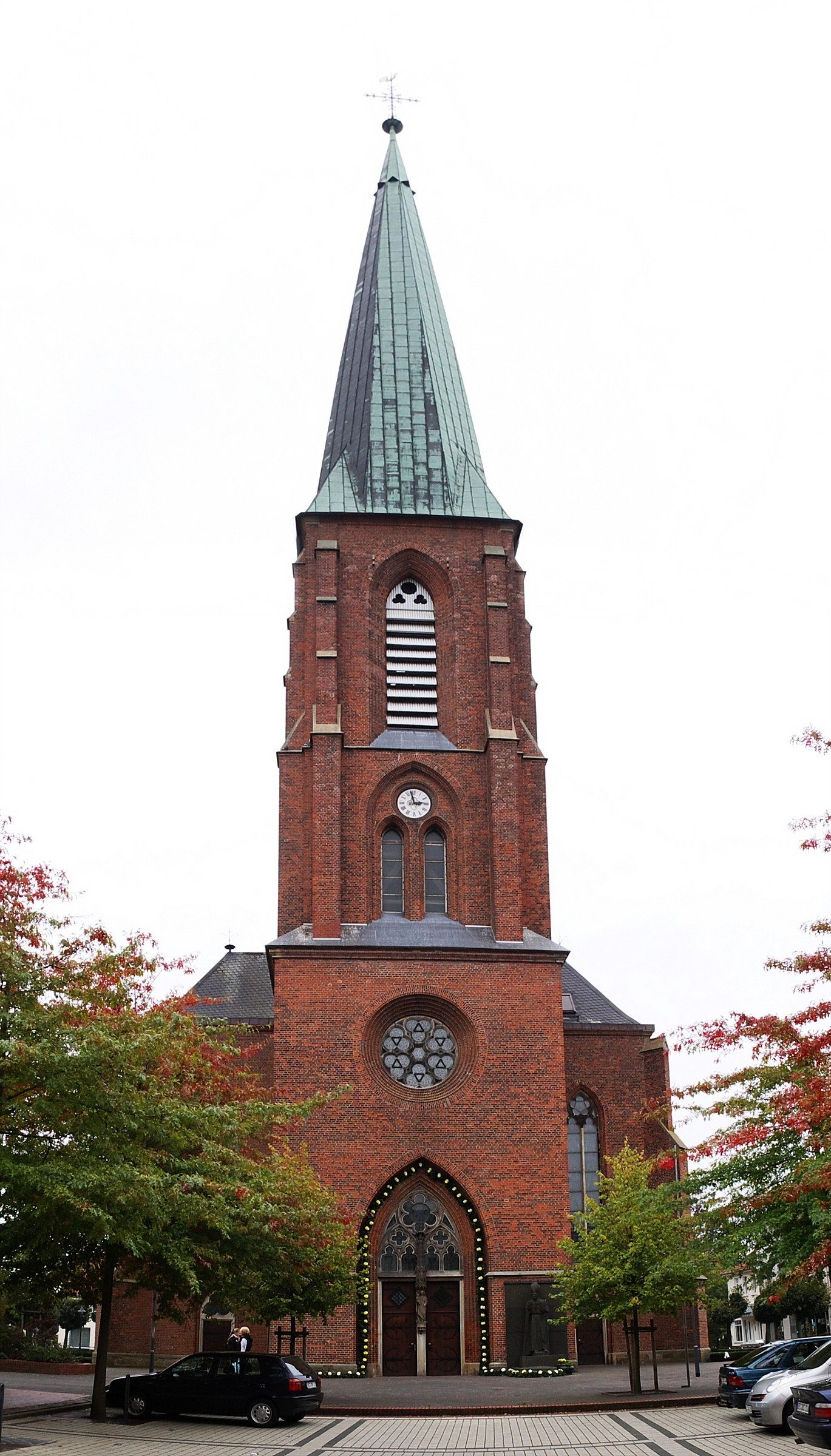
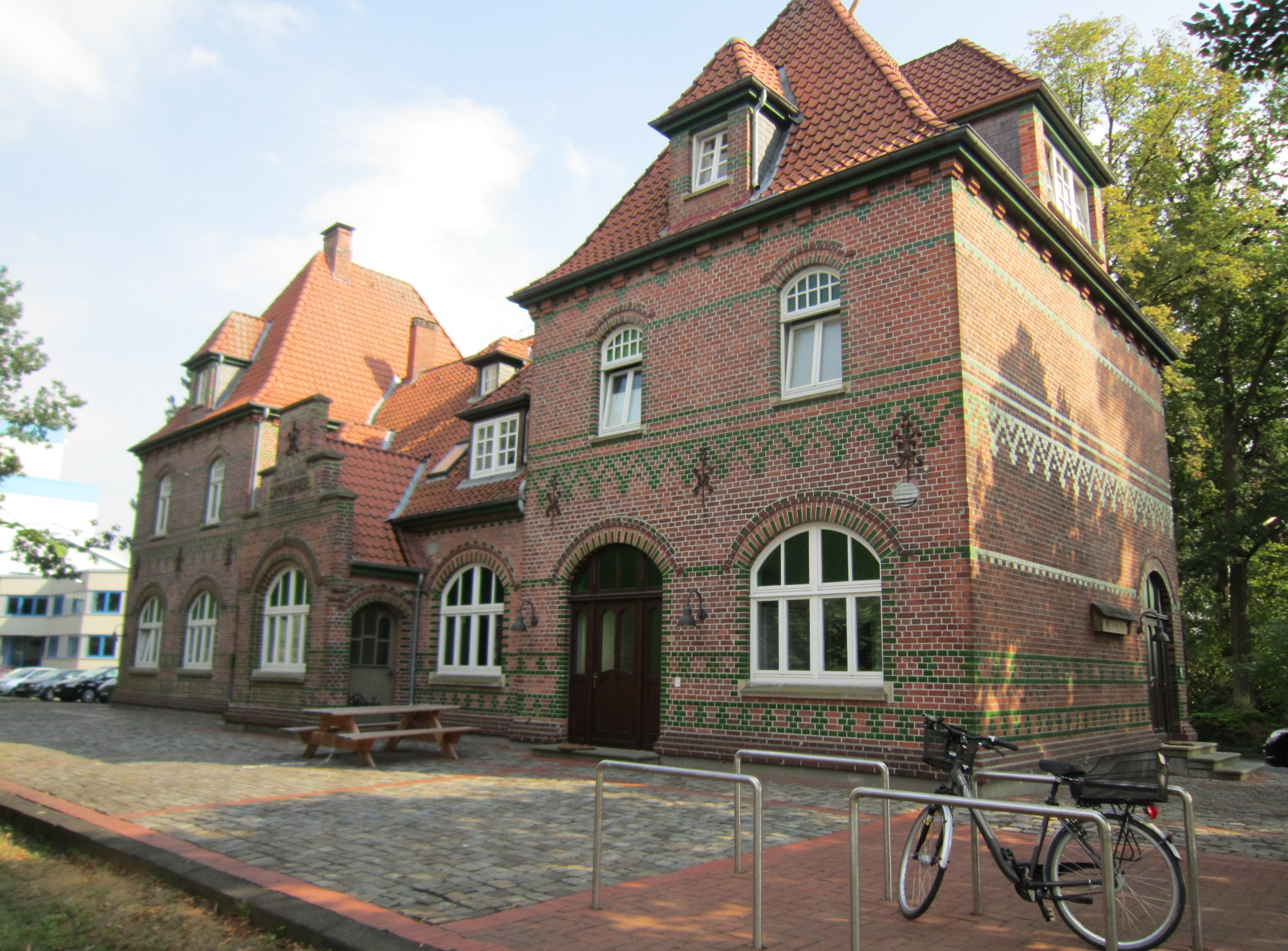
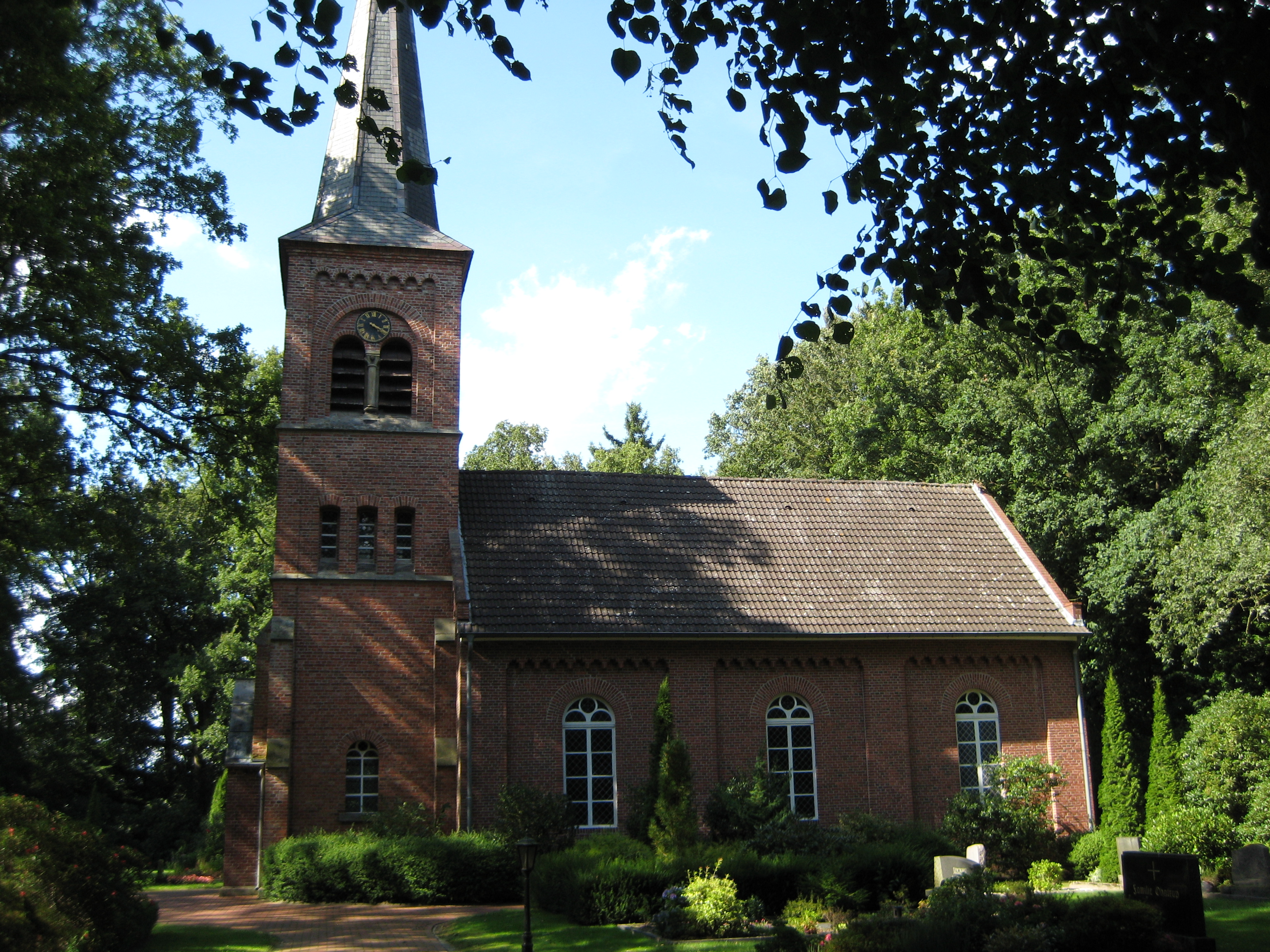
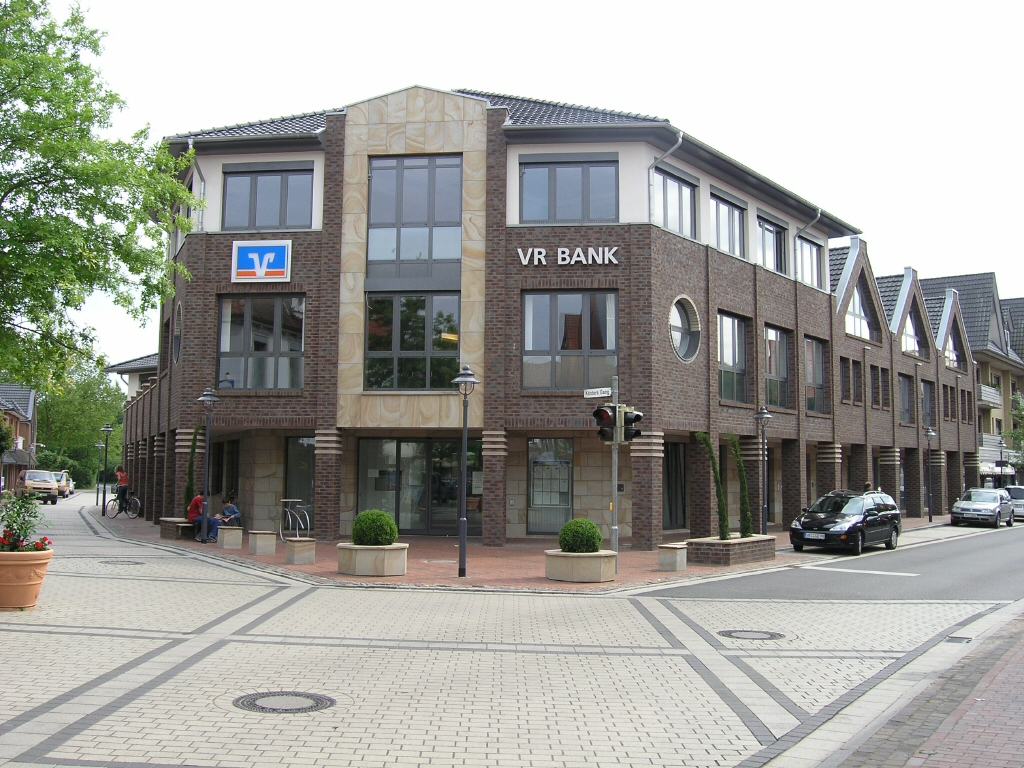
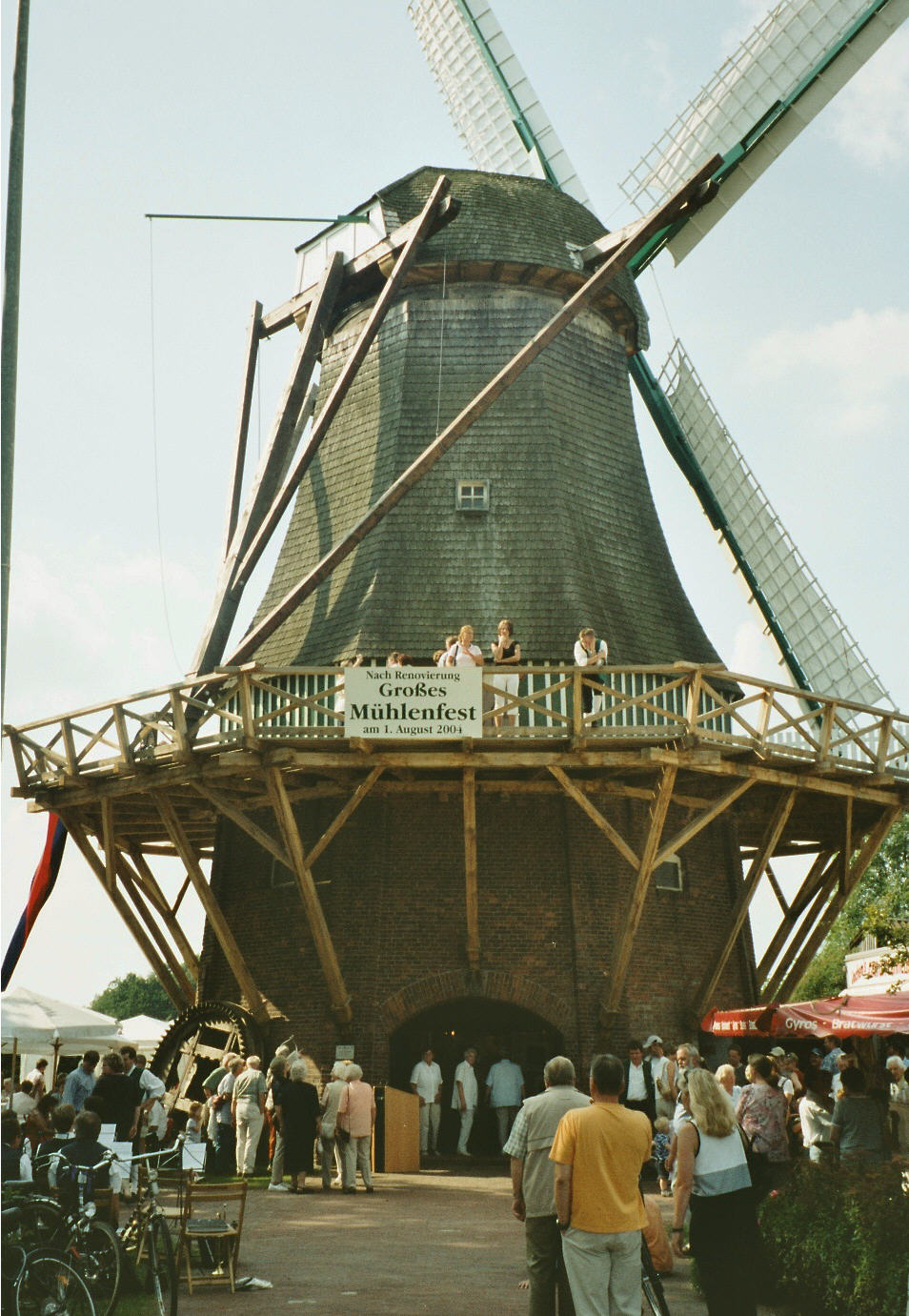

## Népesség
A település népességének változása:
| Lakosok száma | 12 626 | 12 963 | 13 112 | 13 150 | 13 290 | 13 410 | 13 468 |
|               | 2012   | 2016   | 2017   | 2019   | 2021   | 2022   | 2023   |